# Eristalis calida
Eristalis calida är en tvåvingeart som beskrevs av Walker 1849. Eristalis calida ingår i släktet slamflugor, och familjen blomflugor. Inga underarter finns listade i Catalogue of Life.